# 진주 마진리 이씨고가
진주 마진리 이씨고가(晋州 麻津里 李氏古家)는 대한민국 경상남도 진주시 대곡면 마진리에 있는 조선시대의 건축물이다.
1985년 1월 23일 경상남도의 문화재자료 제106호 진양마진리이씨고가으로 지정되었다가, 2018년 12월 20일 현재의 명칭으로 변경되었다.

## 개요
조선 숙종 40년(1714)에 이덕관이 사랑채인 마호당을 짓기 시작하여, 숙종 44년(1718)에 안채, 중사랑채, 사당, 솟을대문 등을 완공하였다.
13대를 이어온 종가였으나, 중사랑채와 사당은 허물어져 없어지고 사랑채 대문만 남아 1865년 현 소유자의 증조부가 사랑채를 다시 짓고, 1937년에 안채를 고쳐 지었다. 1961년과 1989년에 사랑채와 대문을 고쳐 지어 오늘에 이르고 있다.
대부분의 가옥이 옆면 2칸 규모인데, 안채는 앞면 5칸·옆면 3칸 규모인 것이 특징이다. 또한 일반적으로 앞면 5칸일 때 대청마루가 2칸을 차지하지만, 1칸 규모로 뒷면에 생활용품을 보관할 수 있도록 벽장을 설치하여 기존 대청마루의 기능을 상당히 약화시켰다.
보통 一자형 집에서는 부엌 출입을 앞면으로 하는 것과 달리 옆면으로 하고 부엌 앞면에는 방을 놓은 점이 특이하다. 이것은 세울 당시의 ㄱ자형 건물을 一자형으로 고쳐 지으면서 변형된 것으로 보인다.
사랑채인 마호당은 앞면 3칸 중 2칸이 대청마루인데 위쪽으로 들어올려 열 수 있는 문과 난간을 설치하여 누마루 형식의 마루 기능을 잘 살리고 있다.

## 참고 자료
- 진주 마진리 이씨고가 - 국가유산청 국가유산포털